# Chal (distrikt)
Chal är ett distrikt i Afghanistan. Det ligger i provinsen Takhar, i den nordöstra delen av landet, 220 kilometer norr om huvudstaden Kabul.
Distriktet beräknades år 2022 ha cirka 33 000 invånare.